# Episodi de Il commissario Moulin (sesta stagione)
| nº   | Titolo originale       | Titolo italiano | Prima TV Francia | Prima TV Italia |
| ---- | ---------------------- | --------------- | ---------------- | --------------- |
| 1-45 | Mortelle séduction     |                 | 5 ottobre 2000   |                 |
| 2-46 | Protection rapprochée  |                 | 23 novembre 2000 |                 |
| 3-47 | Au nom de nos enfants  |                 | 7 giugno 2001    |                 |
| 4-48 | Un flic sous influence |                 | 22 marzo 2001    |                 |
| 5-49 | Le Petit Homme         |                 | 15 novembre 2001 |                 |
| 6-50 | La Fliquette           |                 | 19 dicembre 2002 |                 |
| 7-51 | X Fragile              |                 | 2001             |                 |
| 8-52 | Commando quatre pattes |                 | 22 gennaio 2004  |                 |

## ?
- Titolo originale: Mortelle séduction
- Diretto da: Gilles Béhat
- Scritto da: Olivier Marchal

- Titolo originale: Protection rapprochée
- Diretto da: Gilles Béhat
- Scritto da: Jean Falculete, Olivier Marchal